# Actinopòdids
Els actinopòdids (Actinopodidae) són una família d'aranyes migalomorfes. Fou descrita per primera vegada per Eugène Simon el 1892.
Es troben a Austràlia, Sud-amèrica i Mesoamèrica. El gènere australià Missulena, conegut com a mouse spider («aranya ratolí»), és molt verinosa per a l'ésser humà.

## Sistemàtica
- Actinopus Perty, 1833 (Amèrica dels Sur)
- Missulena Walckenaer, 1805 (Austràlia, Xile)
- Plesiolena Goloboff & Platnick, 1987 (Xile)

### Superfamília
Els actinopòdids havien format part part de la superfamília dels migoideids (Migoidea). Les aranyes, tradicionalment, havien estat classificades en famílies que van ser agrupades en superfamílies. Quan es van aplicar anàlisis més rigorosos, com la cladística, es va fer evident que la major part de les principals agrupacions utilitzades durant el segle XX no eren compatibles amb les noves dades. Actualment, els llistats d'aranyes, com ara el World Spider Catalog, ja ignoren la classificació de superfamílies.